# گمینا ژوراویتسا
گمینا ژوراویتسا (به لهستانی:  Gmina Żurawica) یک گمینا در لهستان است که در شهرستان پژمشل واقع شده‌است. گمینا ژوراویتسا ۹۵٫۳۷ کیلومتر مربع مساحت و ۱۲٬۹۷۳ نفر جمعیت دارد.